# Philippe Martel
Pour les articles homonymes, voir Martel.
Philippe Martel, né le 20 novembre 1951 à Paris, est un historien français, spécialiste de l'histoire de l'espace occitan.

## Biographie
Né à Paris d'une famille originaire des Alpes-de-Haute-Provence, Philippe Bernard Martel effectue une classe préparatoire au lycée Henri-IV, puis fait ses classes à l'université Paris-I, ainsi qu'à l'Institut d'études provençales de Paris-IV. Agrégé d'histoire (1974), il enseigne dans le secondaire à Aubervilliers tout en préparant une thèse de 3e cycle intitulée La croisade contre les Albigeois et ses historiens, qu'il soutient à l'EHESS en 1980.
Chargé de cours d'occitan à l'université de Paris-VIII, il obtient un doctorat d'État en 1993, sous la direction de Maurice Agulhon (Les Félibres et leur temps. Renaissance d'oc et opinion, 1850-1914). Il intègre  le CNRS et termine sa carrière au département d'occitan de l'université de Montpellier (2009-2016),,, Une partie de ses travaux, faisant le lien entre sociolinguistique et histoire, est rassemblée dans son ouvrage Études de langue et d’histoire occitanes, paru en 2015.
En 2009, il reçoit la médaille d'argent de Florian. Fait chevalier des Arts et Lettres en 2015, il obtient le grand prix littéraire de Provence l'année suivante.

### Engagements
Il a été membre du bureau de la Société des félibres de Paris à partir de 1976, et membre de l'Institut d'études occitanes de Paris.

## Publications
- Félibres et Félibrige, 1876-1947: Radioscopie d'une organisation. Saint-Denis, Paris VIII, Cahiers de recherches du département des langues et cultures opprimées et minorisées, 1984, 54 pp.
- La charte de Barcelonnette, Barcelonnette, Sabença de la Valèia, 1987, 11 pp.
- L'Écrit d'oc dans la Vallée de Barcelonnette, Barcelonnette, Sabença de la Valèia, 1988, 16 pp.
- La Montagne et l'idiome natal des années 1780 à 1830, (avec René Merle), Toulon, Société d'études historiques du texte dialectal, 1989, 62 pp.
- Jacques Bres et Philippe Martel (Cahiers de praxématique), Les noms de Montpellier, Montpellier, Robert Lafont, coll. « Le fil du discours », 2001, 256 p., 15 × 21 cm (ISBN 2-84269-430-9, présentation en ligne, lire en ligne)
- (Avec Pierre Boutan et Georges Roques), Enseigner la Région, Paris, l'Harmattan, 2001, 359 pp.
- Les Cathares et l'histoire. Le drame cathare devant ses historiens (1820-1992), Toulouse, Privat, 2002, 203 pp.
- L'école française et l'occitan ; le sourd et le bègue, Montpellier, PULM, 2007, 190 pp[11].
- Les Félibres et leur temps. Renaissance d'oc et opinion 1850-1914. Bordeaux, Presses universitaires de Bordeaux, 2010, 689 pp.
- (Avec Philippe Gardy) Mémoires de pauvres. Autobiographies en vers au XIXe siècle, s.l., GARAE/Hésiode, 2010, 576 pp[4].
- (Avec Bernard Cugnet) L'écrit d'oc en Ubaye. Anthologie valéiane, Sabença de la Valeia, 2020, 320 pp.